# Лоситіно
Лоси́тіно (рос. Лосытино) — село в Старорусському районі Новгородської області Росії. Входить до складу Новосельського сільського поселення.
Знаходиться за 5,5 км на схід від автодороги Стара Русса—Холм на невеликому півострові, який утворюється руслом річки Порусья і з'єднується з материковою частиною вузьким перешийком. На протилежному березі річки знаходиться село Пробудження.
Перша згадка в документах відноситься до 1661 року. У той час село належало Валдайському Іверському монастирю.

## Джерела

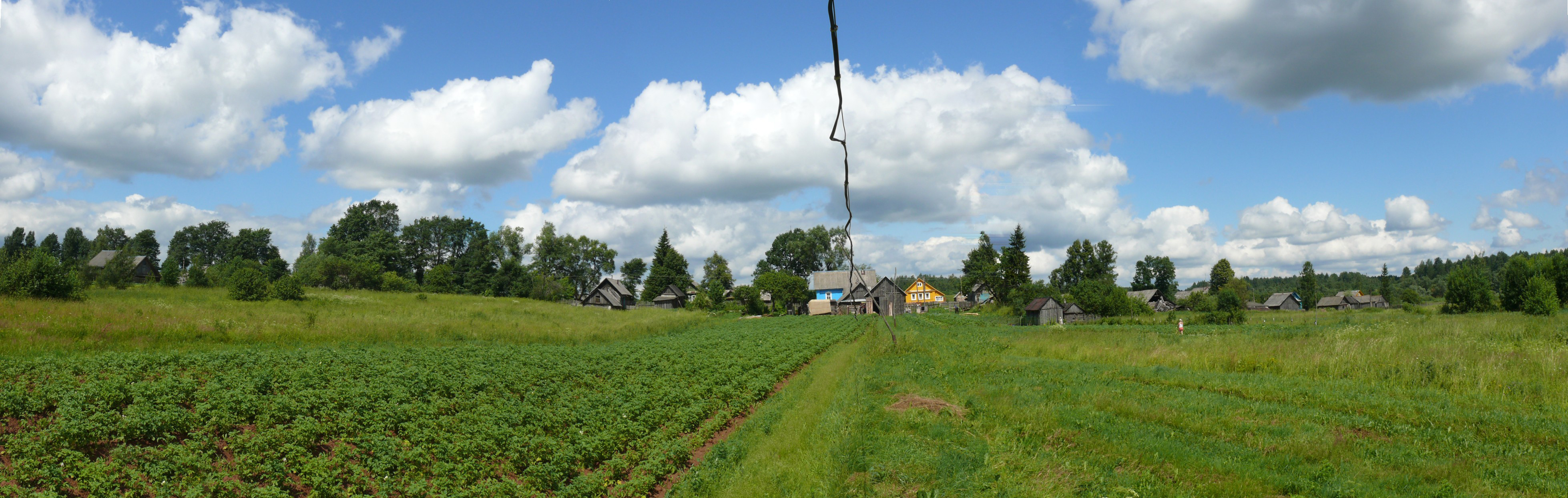
Панорама села

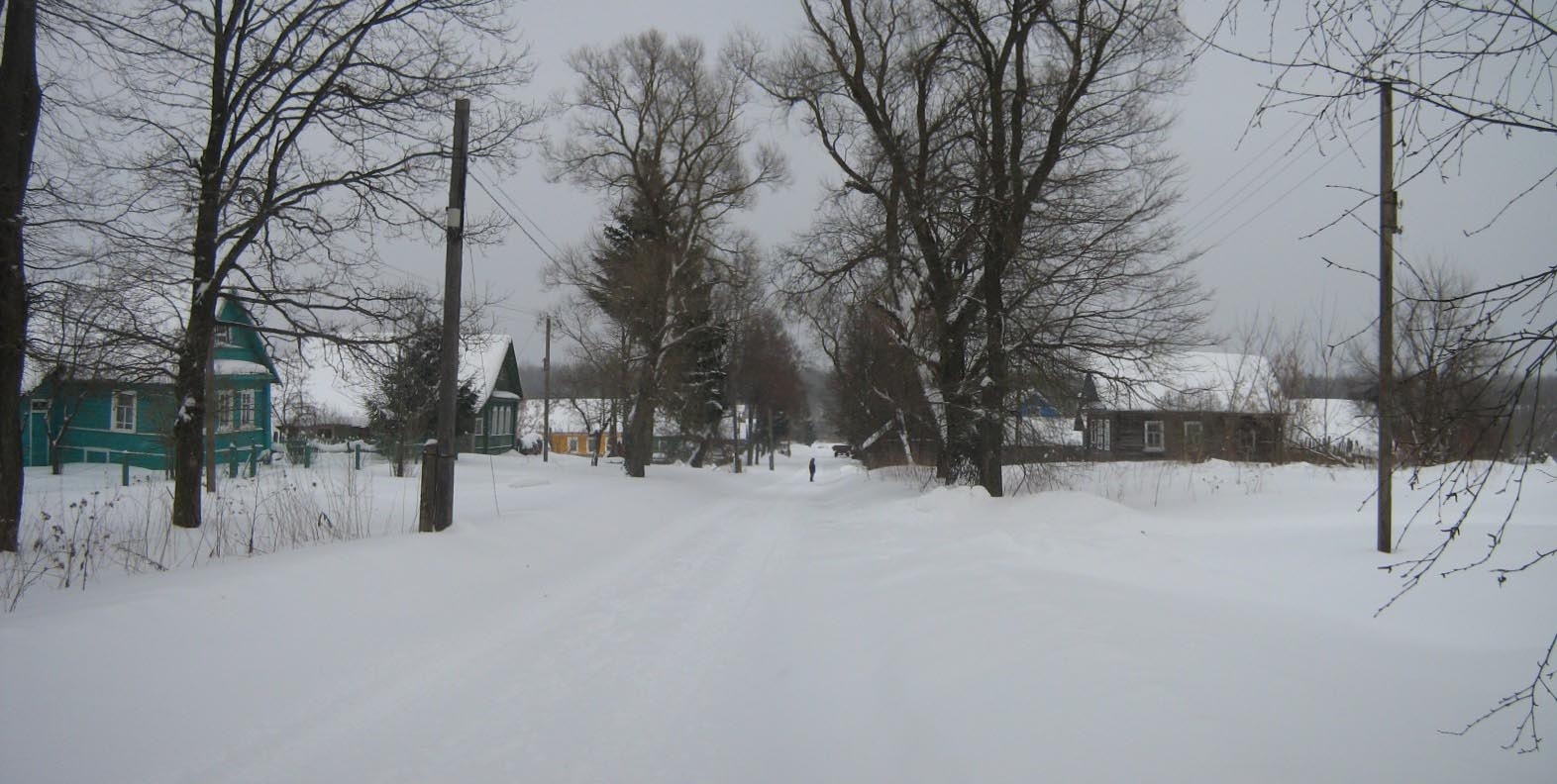
Зима в Лоситіно